# Острова Серых Гусей
Острова Серых Гусей — группа островов в Чукотском море. Расположена к северо-западу от берегов Колючинской губы. Острова находятся неподалёку от косы Беляка, закрывающей вход в Колючинскую губу, таким образом отделяя её от остальной части Чукотского моря. Архипелаг вытянут с севера на юг, находясь в среднем в 5 км от берегов Чукотского полуострова.
Остров Южный — крупнейший остров архипелага, длина его составляет 12 км. Остров покрыт песчаными равнинами, пляжами и зарослями водяники. Галечные пляжи переходят в равнину, покрытую дёрном. Остров покрыт небольшими солёными озёрами.
Море вокруг архипелага покрыто льдами на протяжении в среднем девяти-десяти месяцев в году. Таким образом, острова соединены с материком на протяжении большей части года.
Острова играют важную роль для морских птиц, совершающих длительные перелёты. Птицы находятся на островах в среднем в течение 26 дней.
Административно острова относятся к Чукотскому автономному округу.